# Chiara-Belinda Schuler
Chiara-Belinda „Kiki“ Schuler (* 2. Juni 2001 in Bregenz) ist eine österreichische Leichtathletin, die sich auf den Siebenkampf spezialisiert hat.

## Sportliche Laufbahn
Erste Erfahrungen bei Wettkämpfen auf internationaler Ebene sammelte Chiara-Belinda Schuler beim Europäischen Olympischen Jugendfestival (EYOF) 2017 in Győr, bei dem sie in 14,00 s den sechsten Platz im 100-Meter-Hürdenlauf belegte. Zudem gelangte sie im Speerwurf mit 44,17 m auf den elften Platz und wurde mit der österreichischen 4-mal-100-Meter-Staffel im Vorlauf disqualifiziert. Im Jahr darauf gewann sie bei den U18-Europameisterschaften ebendort mit 5615 Punkten die Bronzemedaille im Siebenkampf und kurz darauf verpasste sie bei den U20-Weltmeisterschaften in Tampere mit der Staffel mit 45,99 s den Finaleinzug. 2019 wurde sie bei den U20-Europameisterschaften in Borås mit 5135 Punkten 17. im Siebenkampf und 2023 belegte sie bei den U23-Europameisterschaften in Espoo mit 5799 Punkten den fünften Platz. Anschließend wurde sie bei den World University Games in Chengdu mit 5788 Punkten Sechste im Siebenkampf und gelangte im Speerwurf mit 46,27 m auf Rang zwölf. Im Jahr darauf gelangte sie beim Hypomeeting mit 5822 Punkten auf den 15. Platz und 2025 wurde sie mit 5904 Punkten 18. Anschließend musste sie ihren Mehrkampf bei den World University Games in Bochum vorzeitig beenden und verpasste im Speerwurf mit 43,39 m den Finaleinzug.
2022 wurde Schuler österreichische Meisterin im Weitsprung. 2021 wurde sie Hallenmeisterin im Fünfkampf sowie 2023 im Kugelstoßen.

## Persönliche Bestleistungen
- Weitsprung: 6,10 m (+1,0 m/s), 11. Juni 2022 in Reutte
- Kugelstoßen: 14,11 m, 18. Februar 2023 in Linz
- Speerwurf: 51,12 m, 9. Juli 2023 in Bregenz
- Siebenkampf: 5916 Punkte, 28. Mai 2023 in Götzis
  - Fünfkampf (Halle): 4021 Punkte, 13. Februar 2022 in Linz